# Microregione di Novo Horizonte
Novo Horizonte è una microregione dello Stato di San Paolo in Brasile, appartenente alla mesoregione di São José do Rio Preto.

## Comuni
Comprende 6 comuni:
- Irapuã
- Itajobi
- Marapoama
- Novo Horizonte
- Sales
- Urupês